# Massaker an den Armeniern 1894–1896

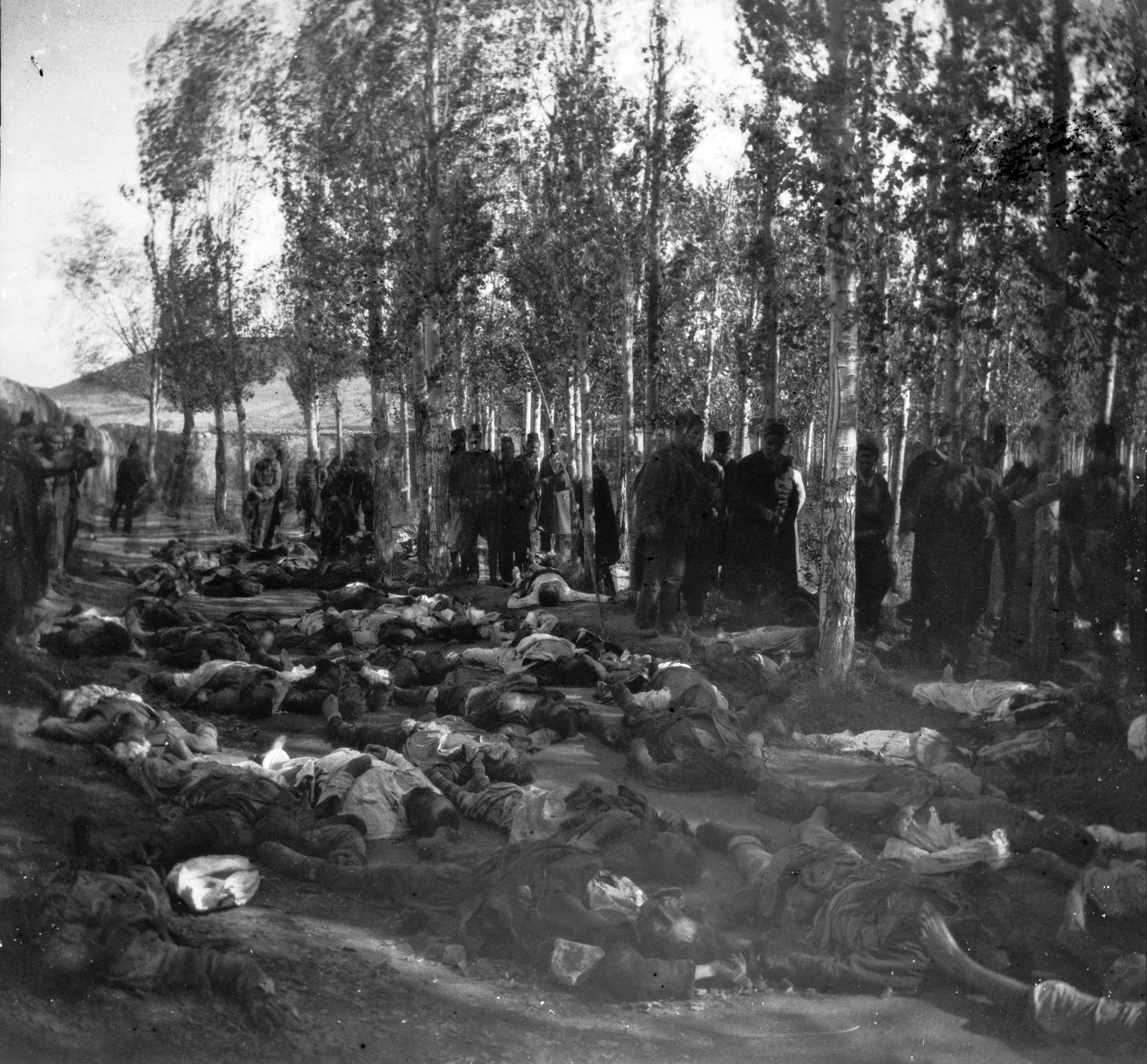
Getötete Armenier im Massaker von Erzurum, November 1895.

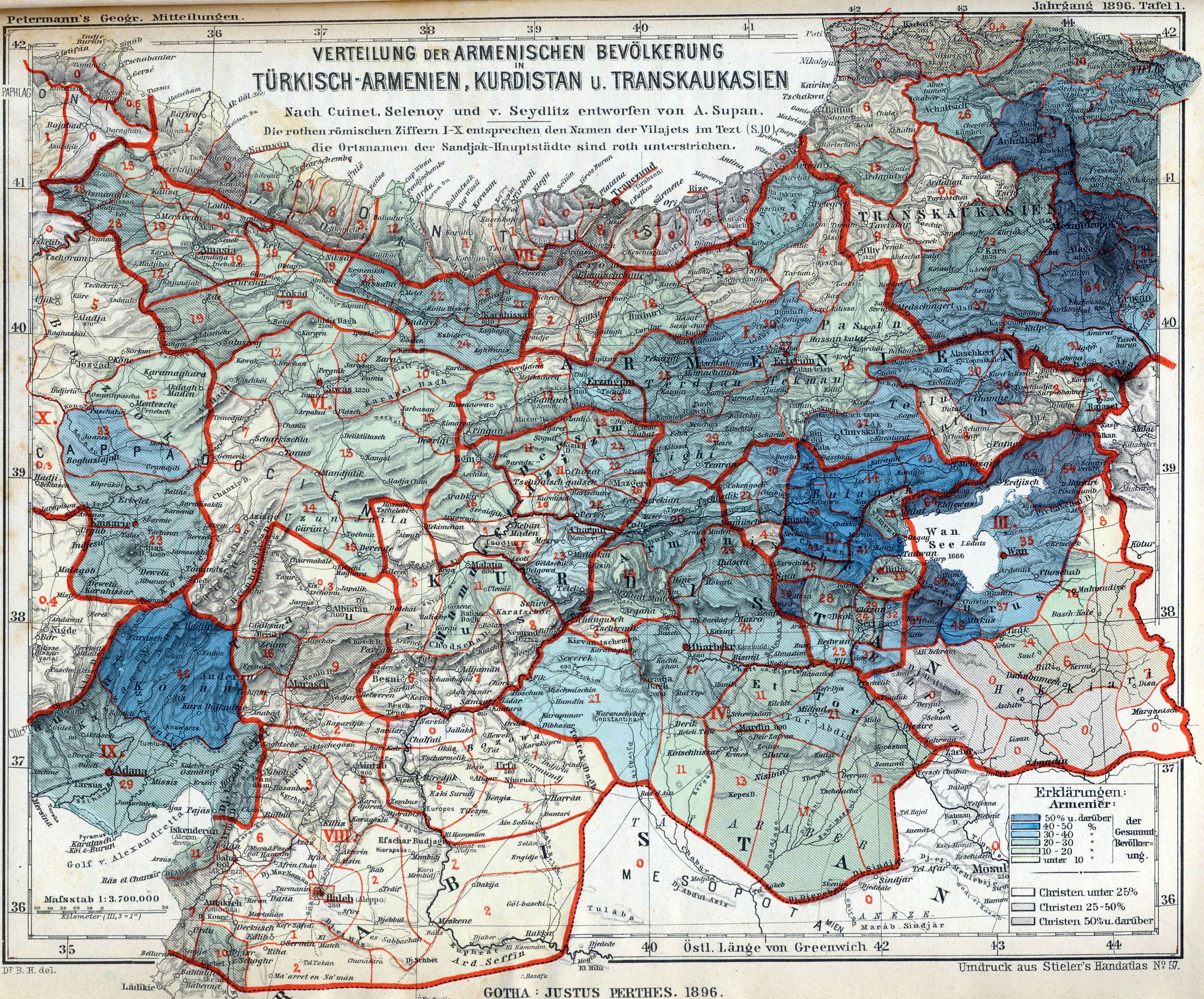
Siedlungsgebiete der Armenier im Nordosten des Osmanischen Reiches 1896

Die Massaker an den Armeniern von 1894–1896, auch Hamidische Massaker, waren Massenverbrechen an der armenischen Bevölkerung im Osmanischen Reich in den Jahren von 1894 bis 1896.
Die Massaker an den Armeniern von 1894 bis 1896 wurden durch die osmanische Regierung – namentlich von Sultan Abdülhamid II. – veranlasst. Die Massaker begannen in der Region Sason und wurden dann auf alle armenischen Siedlungsgebiete ausgeweitet. Die Zahl der Todesopfer lag zwischen 80.000 und über 300.000. Mit Hilfe der lokalen muslimischen Bevölkerung und der Hamidiye-Einheiten wurden zudem Deportationen und Plünderungen durchgeführt und auch versucht, christliche Teile der Bevölkerung zur Konversion zum Islam zu zwingen.
Im Unterschied zum Genozid des 20. Jahrhunderts handelte es sich noch nicht um einen Versuch, sämtliche Armenier des Osmanischen Reiches zu vertreiben oder zu ermorden, stattdessen sollte die alte Ordnung der Dominanz der Moslems über die Christen wiederhergestellt werden. Robert F. Melson bezeichnete die antiarmenischen Ausschreitungen als „partiellen Genozid“. Bernard Lazare bezeichnete den Massenmord 1898 in einer Pariser Zeitschrift als holocauste.
Die Gründe der Täter lagen in der Überzeugung, man könne die lang andauernde Schwächung des Osmanischen Reiches durch eine Verwandlung in eine rein türkisch-islamische Bastion aufhalten, was unter anderem durch „genozidal eingefärbte Religiozide“ umgesetzt werden sollte.
Obwohl sich die Massaker hauptsächlich gegen die Armenier richteten, wandelten sie sich zu allgemein antichristlichen Pogromen, wie bei dem Massaker von Diyarbakır. Die Osmanen unterdrückten auch Revolten anderer Minderheiten, die härtesten Maßnahmen richteten sich aber gegen die Armenier. Die Verantwortlichen des Osmanischen Reiches unterschieden dabei nicht zwischen nationalistischen Dissidenten und der armenischen Bevölkerung in ihrer Gesamtheit. Die US-amerikanische Missionarin und Zeitzeugin Corinna Shattuck beschrieb das Massaker vom 28. Dezember 1895 in Urfa, bei dem von 4000 Opfern etwa 1500 in einer Kirche lebendig verbrannt wurden, in einem Brief von 1896 als „ein Massaker, das zu einem großen Holocaust wurde“.
Die Vorgänge fanden in Westeuropa und den Vereinigten Staaten durchaus aktuelle Aufmerksamkeit, so berichtete die New York Times am 10. September 1895 unter der Schlagzeile „Ein weiterer Armenischer Holocaust“. William Mitchell Ramsay beschrieb 1897 ausführlich das Massaker und schloss: „Die Armenier werden mit allerhöchster Wahrscheinlichkeit ausgerottet werden, soweit sie nicht in andere Länder entkommen können.“ Sowohl in Europa wie auch in Amerika empörte man sich, sah der Verfolgung aber letztendlich tatenlos zu.

## Zeitgenössische Quellen
- Edwin Munsell Bliss: Turkey and the Armenian Atrocities. A Reign of Terror from Tartar Huts to Constantinople Palaces. Edgewood Publishing Company, 1896.
- Yvan Troshine: A Bystander’s Notes of a Massacre: The Slaughter of Armenians in Constantinople. In: Scribner’s Magazine. XXI. Jahrgang, Nr. 1, Januar 1897, S. 48–67 (google.com [abgerufen am 23. August 2009]).

## Wissenschaftliche Literatur
- Peter Balakian: The Burning Tigris: The Armenian Genocide and America’s Response. HarperCollins, New York 2003, ISBN 0-06-055870-9.
- Selim Deringil: ”The Armenian Question Is Finally Closed“: Mass Conversions of Armenians in Anatolia during the Hamidian Massacres of 1895–1897. In: Comparative Studies in Society and History, 51, April 2009, S. 344–371, JSTOR:40270330.
- Robert Melson: A Theoretical Enquiry into the Armenian Massacres of 1894–1896. In: Comparative Studies in Society and History, 24, Nr. 3, 1982, S. 481–509.
- Louise Nalbandian: The Armenian Revolutionary Movement: The Development of Armenian Political Parties through the Nineteenth Century. University of California Press, Berkeley 1963.